# Nicholas Santos
Nicholas Araújo Dias dos Santos (Ribeirão Preto, 14 de fevereiro de 1980) é um nadador brasileiro.
É um dos maiores velocistas da atualidade, especialista em nado borboleta e nado livre. Foi o segundo brasileiro na história a conseguir nadar a prova dos 50 metros livre abaixo de 22 segundos. Posteriormente se tornou um dos melhores nadadores do mundo na prova dos 50m borboleta, batendo o Recorde Mundial em Piscina Curta, e o recorde das 3 Américas e obtendo duas medalhas de prata nos Mundiais de Piscina Longa, além de ser tetra campeão mundial em piscina curta. 

## Trajetória esportiva

### 2001-2006
Sua primeira participação em mundiais foi no Campeonato Mundial de Esportes Aquáticos de 2001, onde ficou em 30º lugar nos 50 metros livre.
Participou do Campeonato Mundial de Natação em Piscina Curta de 2002, onde ficou em 23º nos 50 metros livre, e 13º nos 50 metros borboleta.
No Campeonato Mundial de Esportes Aquáticos de 2003, ficou em 40º lugar nos 50 metros borboleta.
Participou do Campeonato Mundial de Natação em Piscina Curta de 2004, e ganhou a medalha de prata nos 4x100 metros livre, e a medalha de bronze nos 50 metros livre. Também participou dos 50 metros borboleta, onde sofreu desqualificação, e dos 100 metros livre, onde foi à final, ficando em oitavo lugar.
Esteve na Universíade de 2005, onde foi medalha de bronze nos 50 metros livre e nos 50 metros borboleta.

### 2007-2011

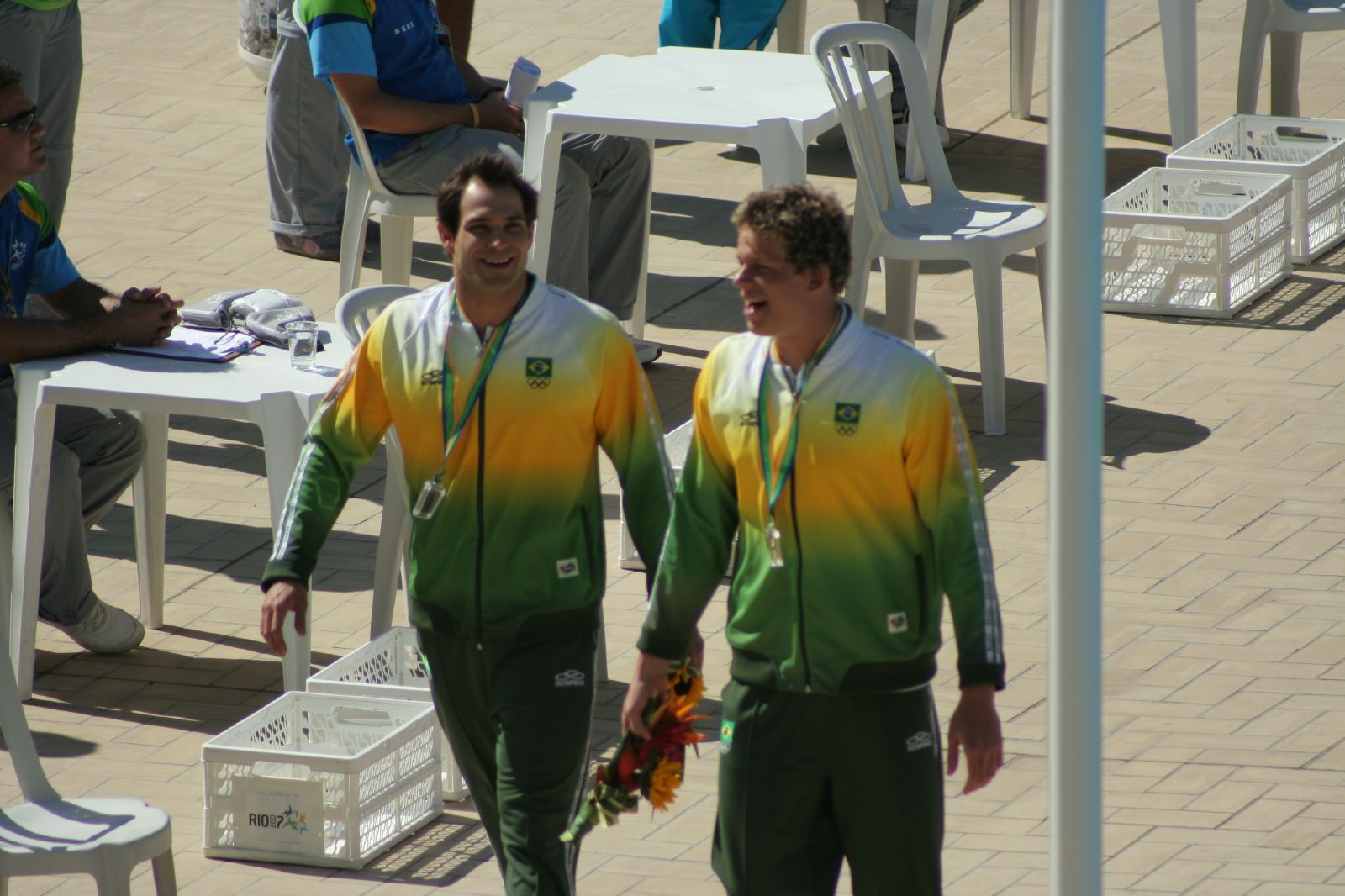
Nicholas Santos e César Cielo no Pan de 2007

Nos Jogos Pan-Americanos de 2007, sagrou-se campeão nos 4x100 metros livre, com novo recorde pan-americano da equipe brasileira: 3min15s90 e também foi medalha de prata nos 50 metros livre, com a marca de 22s18.

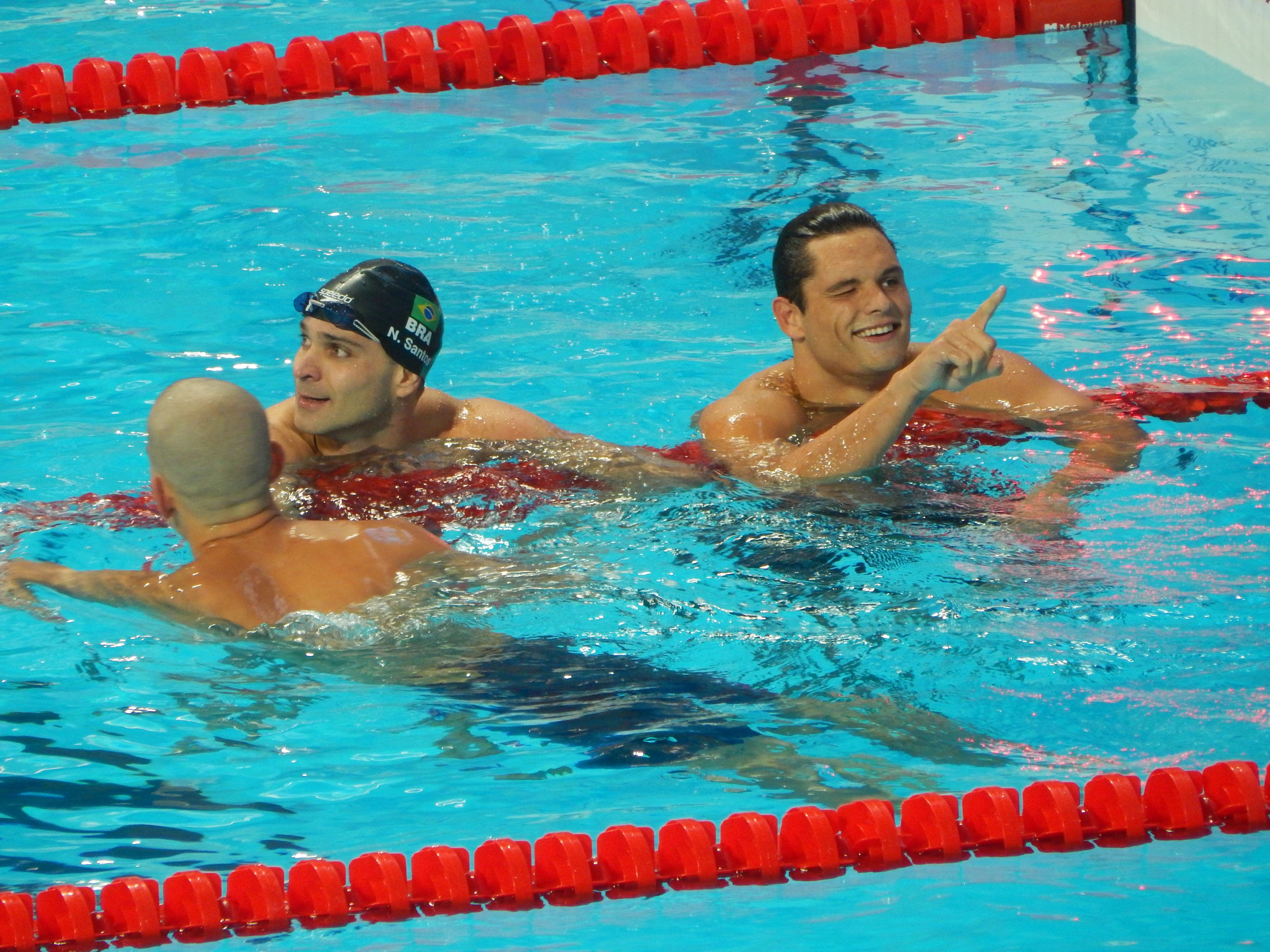
Nicholas Santos logo após bater em segundo lugar nos 50 metros borboleta em Kazan 2015

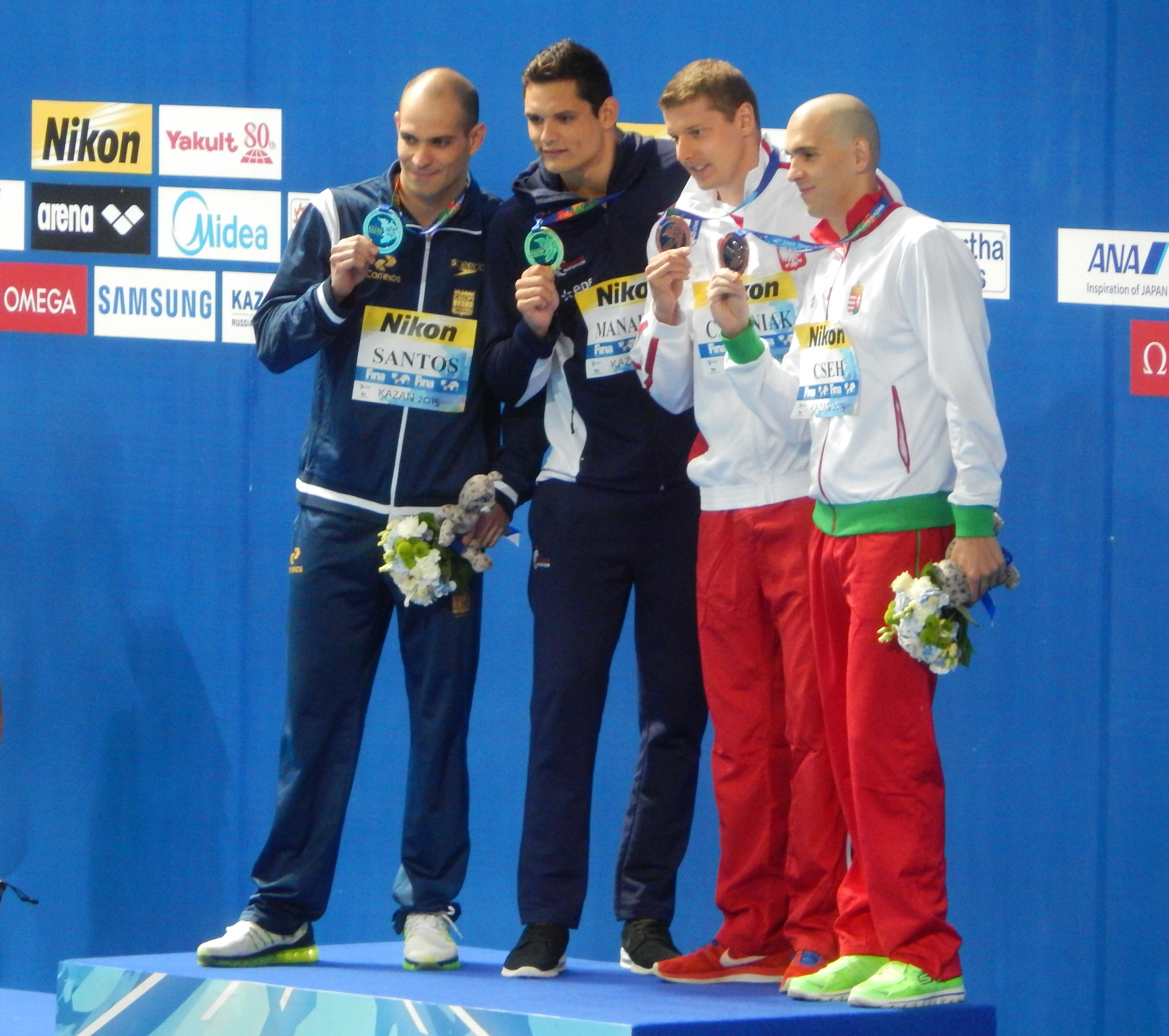
Nicholas Santos com a prata nos 50 metros borboleta em Kazan 2015

Esteve na Universíade de 2007, onde foi medalha de ouro nos 50 metros livre, e medalha de prata nos 50 metros borboleta. Quebrou o recorde da competição na prova dos 50 metros livre com a marca de 22 segundos e 12 centésimos.
Participou dos Jogos Olímpicos de Pequim 2008 na prova dos 50 metros livre, onde chegou até as semifinais, terminando na 16ª posição.
No Mundial de Roma 2009, foi à final dos 50 metros borboleta, terminando em quinto lugar.  Também chegou à semifinal dos 50 metros livre, onde fez o tempo de 21s69, e terminou em décimo lugar.
Em 2 de setembro de 2009, na final do Troféu José Finkel, venceu a prova com 21s55, abaixando seu recorde pessoal.
Em 15 de novembro de 2009, em prova de piscina curta (25 metros), completou os 50 metros livre em 20s90, e se tornou o primeiro nadador sul-americano a nadar a distância abaixo dos 21 segundos. Ele dividia com César Cielo o recorde sul-americano dos 50 metros livre em piscina de 25 metros, 21s32. Ele estabelecera o tempo em 2004, e Cielo em 2008. 
Foi campeão da Copa do Mundo de Natação de Singapura em novembro de 2009, batendo o campeão olímpico Roland Schoeman nas finais tanto dos 50 metros borboleta quanto dos 50 metros livre.
Em agosto de 2010, no Campeonato Pan-Pacífico de Natação em Irvine, Nicholas obteve a medalha de prata na prova dos 50 metros borboleta.
Em dezembro de 2010, no Campeonato Mundial de Natação em Piscina Curta de 2010, Nicholas Santos, junto com César Cielo, Marcelo Chierighini e Nicolas Oliveira, ganhou o a medalha de bronze na prova dos 4x100 metros livre, com o tempo de 3m05s74, recorde sul-americano, deixando pra trás a equipe dos Estados Unidos. Nicholas também obteve o 13º lugar nos 50 metros livre e o quarto lugar nos 50 metros borboleta.
Nos Jogos Pan-Americanos de 2011, Nicholas obteve a medalha de ouro no revezamento 4x100 metros livre.

### 2012-2016
Participou dos Jogos Olímpicos de 2012 em Londres, na prova dos 4x100 metros livre, onde terminou em nono lugar.
Em dezembro, já com 32 anos de idade, Nicholas Santos participou do Campeonato Mundial de Natação em Piscina Curta de 2012, e ganhou a medalha de ouro na prova dos 50 metros borboleta, com o tempo de 22s22, batendo o recorde da competição.
No Campeonato Mundial de Esportes Aquáticos de 2013 em Barcelona, Nicholas se classificou para a final dos 50 metros borboleta em primeiro lugar, com a marca de 22s81. Na final, ele ficou em quarto lugar com o tempo de 23s21. No revezamento 4x100 metros medley, terminou em 12º lugar junto com Leonardo de Deus, Felipe Lima e Marcelo Chierighini.
Na Copa do Mundo de Natação de 2013 (em piscina curta) em Beijing, na China, Nicholas bateu o recorde sul-americano dos 50 metros borboleta, com o tempo de 22s13.
No Campeonato Pan-Pacífico de Natação de 2014 em Gold Coast, na Austrália, ele ficou em oitavo lugar nos 100 metros borboleta, e 16º nos 50 metros livre.
No Campeonato Mundial de Natação em Piscina Curta de 2014, Nicholas conquistou duas medalha de ouro no mesmo dia, 4 de dezembro: no revezamento 4x50 metros medley com a equipe formada por ele, Felipe França, César Cielo e Guilherme Guido, e no revezamento 4x50 metros medley misto em equipe também formada por Felipe França, Etiene Medeiros e Larissa Oliveira. No revezamento 4x50 metros medley masculino, o Brasil ganhou o ouro com a marca de 1m30s51.  E no revezamento 4x50 medley medley misto, o Brasil ganhou a prova batendo o recorde sul-americano com o tempo de 1m37s26, quase batendo o recorde mundial dos Estados Unidos, de 1m37s17. Nicholas também estava no mundial para defender seu título de campeão dos 50 metros borboleta, obtido em Istambul 2012. Na final, ele enfrentou Chad le Clos, o maior nadador de borboleta do mundo naquele momento, campeão mundial e olímpico. Nicholas bateu o recorde das 3 Américas, obtendo a marca de 22s08, mas perdeu o ouro para o sul-africano, que bateu o recorde do campeonato com a marca de 21s95. Ele ainda nadou os 100 metros borboleta, terminando em 14º lugar. 
Nos Jogos Pan-Americanos de 2015 em Toronto, no Canadá, Nicholas terminou em décimo lugar nos 50 metros livre.
No Campeonato Mundial de Esportes Aquáticos de 2015, aos 35 anos de idade, Nicholas obteve uma das medalhas mais importantes de sua carreira, a prata nos 50 metros borboleta. Depois de deixar a medalha escapar no mundial de 2013, quando era um dos favoritos e acabou em quarto lugar, ele obteve sua primeira medalha em mundiais de piscina longa. Ele se tornou o medalhista mais velho da história dos mundiais - com 35 anos e 171 dias de idade, a bater o recorde de Mark Warnecke, medalhista de ouro dos 50 peito no Mundial de Montreal em 2005, que subiu ao pódio com 35 anos e 162 dias.

### 2016-presente
No Campeonato Mundial de Natação em Piscina Curta de 2016 em Windsor, Canadá, ele ganhou uma medalha de prata no revezamento 4x50 m medley misto, junto com Etiene Medeiros, Larissa Oliveira e Felipe Lima. Ele também terminou em 9º no 50 m borboleta e 32º no 50 m livre. 
Aos 37 anos de idade, no Troféu Maria Lenk realizado em maio de 2017, conseguiu bater o recorde das 3 Américas na prova dos 50m borboleta, com a marca de 22s61, ficando perto do recorde mundial de 22s43, do espanhol Rafa Muñoz, obtido na era dos supertrajes.
No Campeonato Mundial de Esportes Aquáticos de 2017 em Budapeste, no 50 m borboleta, ele ganhou novamente a medalha de prata, com um tempo de 22s79. Ele quebrou um recorde que era dele: o atleta mais velho da história a ganhar uma medalha no Campeonato Mundial.
Em outubro de 2018, bateu o Recorde Mundial em Piscina Curta da prova dos 50 metros borboleta, com o tempo de 21s75. 
No Campeonato Mundial de Piscina Curta de 2018 em Hangzhou, na prova dos 50m borboleta, ele ganhou sua segunda medalha de ouro em Mundiais de Curta aos 38 anos, e se tornou o nadador mais velho da história a ser campeão mundial, com o tempo de 21s81, novo recorde do Campeonato Mundial.Ele também ganhou medalha de bronze no Revezamento 4 × 50 metros medley, junto com Guilherme Guido, Felipe Lima e César Cielo. 
Em maio de 2019, na Copa do Mundo, etapa de Budapeste, bateu o recorde das 3 Américas na prova dos 50m borboleta, com a marca de 22s60. Foi o melhor tempo do mundo em 2019. 
Ele participou do Campeonato Mundial de Esportes Aquáticos de 2019, em Gwangju, na Coréia do Sul, graças a um convite da FINA, devido ao fato de que o CBDA, a Confederação Brasileira de Natação, só convocou para este Campeonato os nadadores de eventos olímpicos. Lá, ele ganhou a medalha de bronze nos 50m borboleta aos 39 anos, "atualizando" seu recorde de nadador com mais idade do mundo a ganhar uma medalha no Campeonato Mundial.
No Campeonato Mundial de Natação em Piscina Curta de 2021 em Abu Dhabi, Emirados Árabes Unidos, nos 50 metros borboleta, Santos conquistou a medalha de ouro com o tempo de 21s93. Com quase 42 anos, ele extendeu seu próprio recorde de nadador mais velho a ganhar um título mundial. Ele também se tornou o 2º brasileiro com mais medalhas no Campeonato Mundial de Piscina Curta, atrás apenas de César Cielo.
No Campeonato Mundial de Esportes Aquáticos de 2022 em Budapeste, nos 50 m borboleta, ele ganhou sua terceira prata em mundiais, e a quarta medalha seguida, aos 42 anos de idade, com um tempo de 22s78, atualizando de novo seu recorde de nadador mais velho da história a conquistar medalha em Mundiais.
No dia 14 de dezembro de 2022, no Campeonato Mundial de Natação em Piscina Curta de 2022, em Melbourne, Austrália, nos 50 metros borboleta, Santos conquistou o seu tetra campeonato mundial com o tempo de 21s78, batendo o recorde do campeonato, a 0,03s do seu próprio recorde mundial de 21s75. Com 42 anos, ele bateu o próprio recorde de nadador mais velho a ganhar um título mundial e ser o único e o primeiro nadador do mundo a ser tetra campeão mundial da prova dos 50m borboleta. Após a cerimônia da medalha de ouro, anunciou sua aposentadoria do esporte.

## Marcas importantes
Piscina olímpica (50 metros)
- Recordista da América dos 50m borboleta: 22s61, 5 de maio de 2017.[50]

- Ex-Recordista Sul-americano do revezamento 4x100m livre: 3m14s45, 10 de maio de 2009, com Nicolas Oliveira, César Cielo e Fernando Silva.[66]

Piscina semi-olímpica (25 metros)
- Recordista Mundial dos 50m borboleta: 21s75, 6 de outubro de 2018.
- Ex-Recordista Sul-americano dos 50m livres: 20s74, 15 de novembro de 2009.[67]
- Recordista Sul-americano do revezamento 4x100m livre: 3m05s74, 15 de dezembro de 2010, com César Cielo, Marcelo Chierighini e Nicolas Oliveira[68]
- Recordista Mundial do revezamento 4x50m medley: 1m30s51, 4 de dezembro de 2014, com Felipe França, Guilherme Guido e César Cielo
- Recordista Sul-Americano do revezamento 4x50m medley misto: 1m37s26, 4 de dezembro de 2014, com Felipe França, Etiene Medeiros e Larissa Oliveira